# Erich Stephany
Erich Stephany (* 5. Juli 1910 in Aachen; † 30. Januar 1990 ebenda) war ein deutscher katholischer Prälat und Domkapitular sowie Kunsthistoriker in Aachen.

## Leben und Wirken
Nach seiner Schulzeit in Aachen studierte Stephany ab 1929 an der Universität Bonn die Fächer Philosophie, katholische Theologie sowie Kunstgeschichte. Hier waren es vor allem der Fundamentaltheologe Arnold Rademacher (1873–1939), der Kirchenhistoriker Wilhelm Neuß und der Kunsthistoriker Paul Clemen, deren Lehre einen bedeutenden und bleibenden Einfluss auf ihn genommen hatten. Am 16. März 1935 wurde Stephany zum Priester geweiht und anschließend zunächst an die Kirchen St. Franziskus in Rheydt sowie ab 1939 an St. Foillan und ab 1942 an St. Paul – beide in Aachen – zum Kaplan berufen. Schließlich folgte bereits ein Jahr später seine Ernennung zum Domvikar, und fortan wurden bis zu seinem Lebensende der Aachener Dom, dessen Heiligtümer und vor allem die Domschatzkammer zum zentralen Mittelpunkt seiner Aktivitäten.
So hatte sich Stephany auf Grund seiner profunden Kenntnisse der Kunstgeschichte bereits ab 1946 mit Vorträgen und Veröffentlichungen über die Aachener Kunstschätze, insbesondere aber auch über kirchliche Kunst im Allgemeinen einen bedeutenden Ruf in der Fachwelt erworben. Dies führte unter anderem auch zu der von der RWTH Aachen auf Antrag der Fakultät für Bauwesen ausgesprochenen Ernennung zum Dr. Ing. ehrenhalber am 6. Juni 1965. In der Zwischenzeit wurde Stephany auch zum Professor ernannt. Zu einem der Höhepunkte seines Wirkens zählte sicherlich die Eröffnung der öffentlichen Domschatzkammer anlässlich der Aachener Heiligtumsfahrt im Jahr 1979. Weiterhin lag in den Jahren 1983 bis 1988 die zeitgemäße Sicherung und Konservierung des Karlsschreins sowie des Marienschreins unter kunsthistorischen Aspekten in seiner vollen Verantwortung.
Seit seinen Studententagen war Erich Stephany Mitglied der katholischen Studentenverbindung KDStV Franconia Aachen im CV. Darüber hinaus zählte Erich Stephany gemeinsam mit dem Prälaten Joseph Hoster im Jahre 1958 zu den Gründungsmitgliedern der Arbeitsgemeinschaft Kirchlicher Museen und Schatzkammern mit heute mehr als 90 Institutionen vor allem aus Deutschland, Österreich und der Schweiz. Außerdem war er mehrere Jahre Vorsitzender des Vereins für christliche Kunst im Erzbistum Köln. Jedoch am tiefsten verbunden fühlte sich Erich Stephany dem Aachener Geschichtsverein, bei dem er frühzeitig Mitglied wurde und von 1972 bis 1984 mehrfach zu dessen Vorsitzendem gewählt wurde. Als solcher führte er die regelmäßigen Vorträge der Geschichtlichen Gedenkstunde im Krönungssaal des Aachener Rathauses ein.

## Veröffentlichungen (Auswahl)
- Neue Glasmalerei in Deutschland, Schnell & Steiner, München 1963
- Der Karlsschrein, Verlag Kühlen, Mönchengladbach 1965
- mit Hugo Borger und Wilhelm Janssen: Die Kirche St. Vitus in Oedt, Verlag Kühlen, Mönchengladbach 1970
- Aachen. Aufnahmen von Michael Jeiter (= Deutsche Lande, deutsche Kunst, begründet von Burkhard Meier). Deutscher Kunstverlag, München/Berlin 1974 (2. Auflage 1976, 3. Auflage 1983).
- Der Dom zu Aachen, Verlag Kühlen, Mönchengladbach 1975